# Quốc hội Úc
Quốc hội Úc (tên chính thức là Quốc hội Thịnh vượng chung, còn được gọi là Quốc hội Liên bang) là cơ quan lập pháp liên bang của Úc, gồm quân chủ Úc (do toàn quyền đại diện), Thượng viện và Hạ viện. Quốc hội Úc kết hợp những yếu tố của Quốc hội Anh (hệ thống Westminster, đảng đa số tại hạ viện có quyền thành lập chính phủ) và Quốc hội Hoa Kỳ (một thượng viện mạnh mẽ bảo đảm quyền đại diện bình đẳng của các bang).
Thượng viện gồm 76 thượng nghị sĩ, mỗi tiểu bang được phân bổ 12 thượng nghị sĩ, mỗi vùng lãnh thổ được phân bổ hai thượng nghị sĩ. Chế độ bầu cử Thượng viện là đại diện tỷ lệ theo chế độ một phiếu có thể chuyển. Từ năm 1981, chưa có đảng hoặc liên minh cầm quyền nào (ngoại trừ từ năm 2005 đến năm 2007) chiếm đa số trong Thượng viện; thường xuyên có đàm phán giữa đảng hoặc liên minh cầm quyền và những đảng đối lập, thượng nghị sĩ không đảng phái để thông qua luật.
Hạ viện gồm 151 hạ nghị sĩ được bầu ra từ đơn vị bầu cử một thành viên theo chế độ bầu cử thay thế. Liên đảng Úc (gồm Đảng Tự do Úc và Đảng Quốc gia Úc) bảo thủ và Công đảng Úc tiến bộ là hai đảng lớn nhất trong Hạ viện. Chính phủ phải được Hạ viện tín nhiệm.
Nhiệm kỳ của Hạ viện là ba năm, trừ phi Hạ viện bị giải tán. Nhiệm kỳ của Thượng viện là ba năm, cứ ba năm thì bầu lại 36 thượng nghị sĩ (nhiệm kỳ của bốn thượng nghị sĩ đại diện vùn lãnh thổ theo nhiệm kỳ của Hạ viện). Trong trường hợp Thượng viện bác bỏ dự luật được Hạ viện thông qua thì cả Thượng viện lẫn Hạ viện có thể bị giải tán cùng lúc.
Thượng viện và Hạ viện họp tại hai hội trường riêng của Nhà Quốc hội trên Đồi Thủ đô tại Canberra, Lãnh thổ Thủ đô Úc.

## Lịch sử

### Trụ sở tạm thời tại Melbourne (1901–1927)
Liên bang Úc được thành lập vào ngày 1 tháng 1 năm 1901 sau quá trình liên bang hóa Úc. Bầu cử Quốc hội khóa I được tổ chức vào ngày 29-30 tháng 3 và Quốc hội được Thân vương xứ Wales, Công tước xứ Cornwall và xứ York George (về sau là George V) triệu tập lần đầu tiên vào ngày 9 tháng 5 năm 1901 trong Cung triển lãm Hoàng gia tại Melbourne, là tòa nhà duy nhất tại Melbourne có thể chứa 14.000 khách mời. Từ năm 1901 đến năm 1927, Quốc hội họp tại Nhà Nghị viện Melbourne, là trụ sở của Nghị viện Victoria (Nghị viện Victoria họp tại Cung triển lãm Hoàng gia cho đến năm 1927).
|  |  |

### Nhà Quốc hội cũ (1927–1988)
Hiến pháp quy định thành lập một thủ đô mới cho Úc, là một thỏa hiệp do sự cạnh tranh giữa Sydney và Melbourne, hai thành phố lớn nhất của Úc. Canberra được chọn làm thủ đô Úc vào năm 1908. Ngày 30 tháng 6 năm 1914, một cuộc thi thiết kế Nhà Quốc hội được phát động, với số tiền thưởng là 7.000 bảng Anh. Tuy nhiên, cuộc thi bị hủy bỏ do Chiến tranh thế giới thứ nhất bùng nổ. Cuộc thi được tổ chức lại vào tháng 8 năm 1916 nhưng lại bị hoãn vô thời hạn vào ngày 24 tháng 11 năm 1916. Trong lúc ấy, John Smith, kiến trúc sư trưởng của Úc, bắt đầu thiết kế trụ sở Quốc hội mặc dù không nhiệt tình về dự án vì cảm thấy đó là một sự lãng phí tiền bạc vào thời điểm đó.
Nhà Quốc hội cũ được khởi công xây dựng vào ngày 28 tháng 8 năm 1923 và hoàn thành vào đầu năm 1927 do Bộ Công chính chủ trì, sử dụng công nhân, vật liệu trên cả nước. Chi phí cuối cùng là khoảng 600.000 bảng Anh, hơn gấp ba lần ước tính ban đầu. Tòa nhà được thiết kế với thời hạn sử dụng tối đa 50 năm nhưng trên thực tế được sử dụng trong hơn 60 năm.

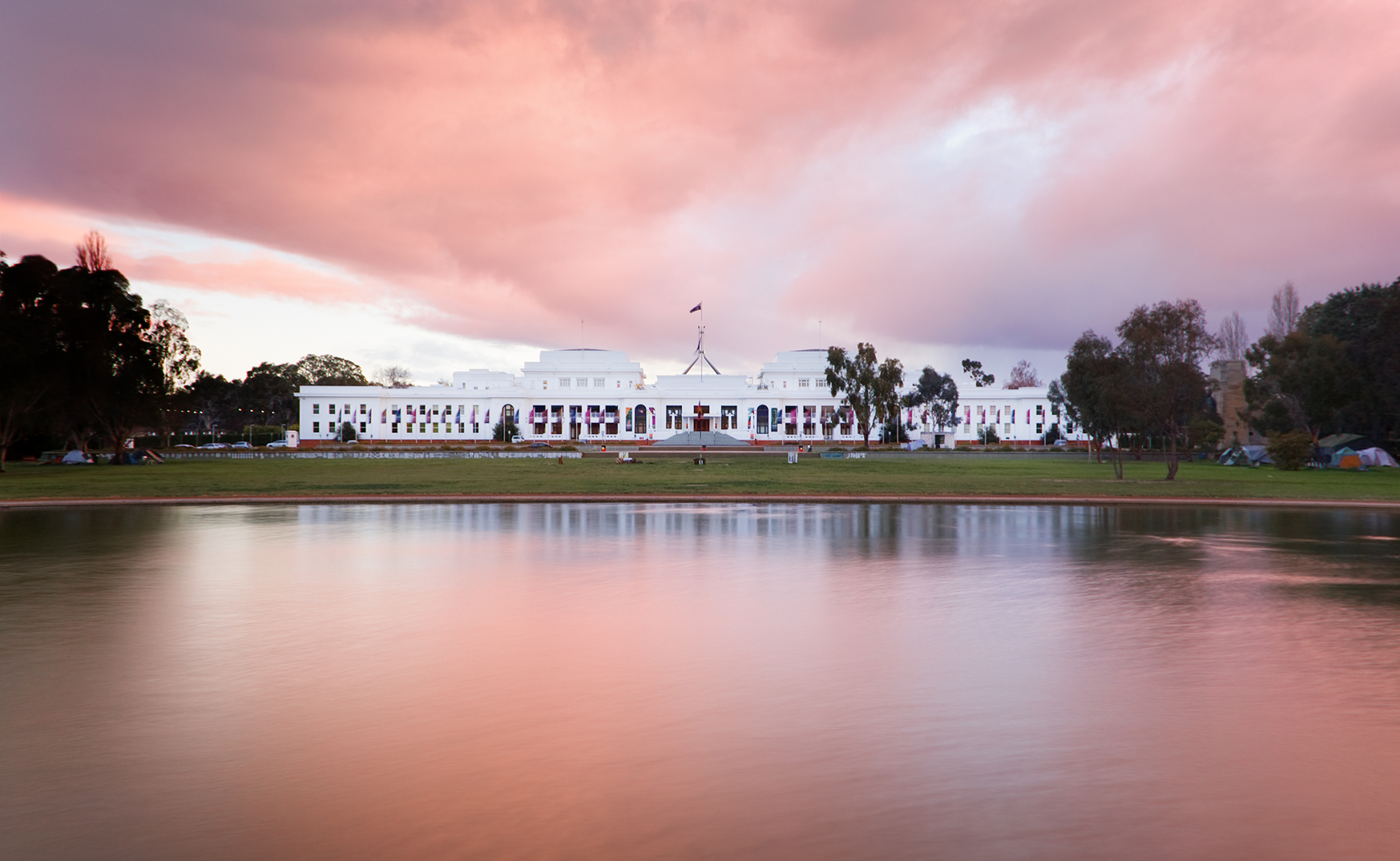
Nhà Quốc hội cũ

Tòa nhà được Công tước xứ York George và Nữ Công tước xứ York Elizabeth (sau này là George VI và Vương hậu Elizabeth) khánh thành vào ngày 9 tháng 5 năm 1927. Sự lộng lẫy của lễ khánh thành trái ngược với sự thưa thớt và dân số nhỏ của Canberra thời bấy giờ. Tòa nhà được trang trí với quốc kỳ Vương quốc Anh, quốc kỳ Úc và cờ trang trí. Những khán đài tạm thời được dựng lên giáp với bãi cỏ trước Quốc hội, chứa đầy đám đông. Jimmy Clements, một bô lão Wiradjuri, là một trong hai thổ dân Úc duy nhất tham dự lễ khánh thành, ông đi bộ khoảng một tuần từ Ga Brungle (gần thị trấn Tumut) để có mặt tại sự kiện. Nellie Melba hát bài "Chúa phù hộ Quốc vương". Công tước xứ York mở khóa cửa trước bằng một chiếc chìa khóa vàng và dẫn đoàn vào trong, nơi ông vén màn một bức tượng George V. Sau đó, Công tước khai mạc kỳ họp Quốc hội đầu tiên trong hội trường Thượng viện.
- Hội trường Hạ viện tại Nhà Quốc hội cũ
- Hội trường Thượng viện tại Nhà Quốc hội cũ

### Nhà Quốc hội mới (1988–hiện tại)
Năm 1978, chính phủ Fraser quyết định xây dựng trụ sở Quốc hội mới trên Đồi Thủ đô và thành lập Cơ quan Xây dựng Nhà Quốc hội. Cơ quan Xây dựng Nhà Quốc hội tham khảo ý kiến của Viện Kiến trúc Hoàng gia Úc và cùng với Ủy ban Phát triển thủ đô quốc gia phát động một cuộc thi hai vòng. Cuộc thi thiết kế nhận được 329 bài dự thi từ 29 quốc gia.
Bài dự thi được chọn là của công ty kiến trúc Mitchell/Giurgola có trụ sở tại Philadelphia, với kiến trúc sư gốc Ý Romaldo Giurgola chỉ đạo công việc. Tòa nhà được thiết kế với phần lớn tòa nhà  dưới Đồi Thủ đô, mặt tiền có ngọn tháp treo quốc kỳ Úc. Mặt tiền được thiết kế chủ ý bắt chước Nhà Quốc hội cũ, nhìn giống một chút tuy có sự khác biệt lớn về quy mô. Vị trí tòa nhà được chọn để nằm cao hơn Nhà Quốc hội cũ khi nhìn từ xa.
Tòa nhà được khởi công xây dựng vào năm 1981 và dự kiến được hoàn thành vào Ngày Úc nhân dịp kỷ niệm 200 năm người châu Âu định cư tại Úc. Chi phí xây dựng ban đầu ước tính là 220 triệu đô la Mỹ. Tuy nhiên, tòa nhà vừa chậm tiến độ vừa đội vốn; chi phí cuối cùng là hơn 1,1 tỷ đô la Mỹ.
Nhà Quốc hội mới được Nữ vương Elizabeth II khánh thành vào 9 tháng 5 năm 1988, trùng với ngày khánh thành trụ sở Quốc hội đầu tiên tại Melbourne vào 9 tháng 5 năm 1901 và Tòa nhà Quốc hội Lâm thời tại Canberra vào ngày 9 tháng 5 năm 1927.
Tháng 3 năm 2020, Quốc hội khóa 46 phải ngừng họp do đại dịch COVID-19. Các ủy ban của Quốc hội tiếp tục hoạt động bằng cách sử dụng công nghệ. Động thái chưa từng có này đi kèm với hai đề nghị do Bộ trưởng Tư pháp Christian Porter đưa ra và được thông qua vào ngày 23 tháng 3 năm 2020: đề nghị thứ nhất cho phép các nghị sĩ dự họp trực tuyến nếu được các đảng lớn và chủ tịch mỗi viện đồng ý; đề nghị thứ hai cho phép sửa đổi nội quy kỳ họp mà không phải có quá nửa tổng số nghị sĩ tán thành nếu hai đảng lớn đồng ý.

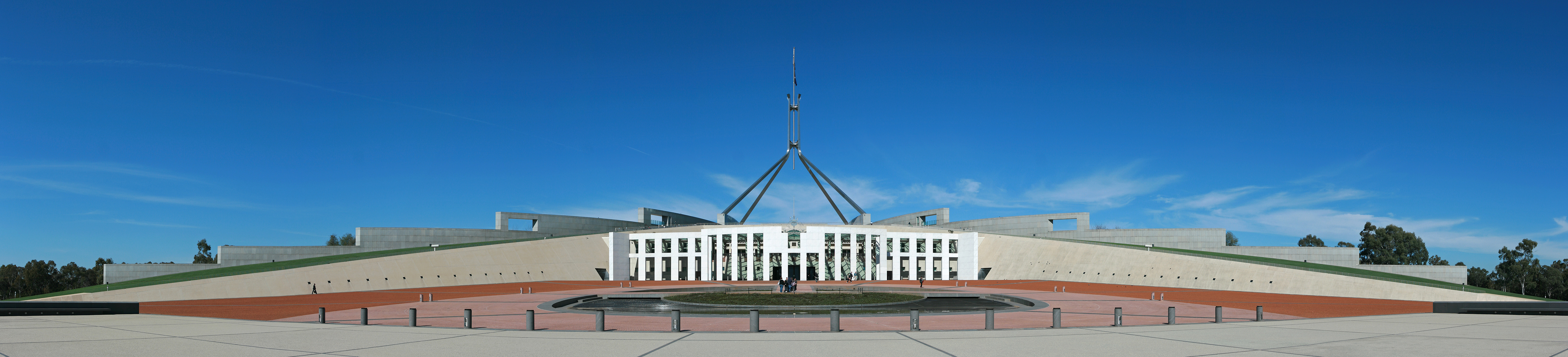
Nhà Quốc hội mới

## Cơ cấu tổ chức và hệ thống đầu phiếu
Hiến pháp Úc quy định Quốc hội gồm ba thành phần: Quân chủ Úc, Thượng viện và Hạ viện.

### Quân chủ
Toàn quyền Úc thay mặt quân chủ thực hiện những nhiệm vụ và quyền hạn của quân chủ (ngoại trừ quyền bổ nhiệm toàn quyền). Quân chủ bổ nhiệm toàn quyền làm đại diện tại Úc theo đề nghị của thủ tướng. Tuy nhiên, theo quy ước, toàn quyền chỉ thực hiện nhiệm vụ và quyền hạn theo đề nghị của bộ trưởng, ngoại trừ một số quyền hạn tùy nghi.

### Thượng viện
Thượng viện được tổ chức theo mô hình Thượng viện Hoa Kỳ, gồm 76 thượng nghị sĩ được bầu ra từ các bang, mỗi bang được phân bổ cùng số lượng thượng nghị sĩ bất kể dân số. Tuy nhiên, khác với Thượng viện Hoa Ký, Thượng viện Úc luôn được bầu trực tiếp.
Hiến pháp Úc quy định Quốc hội quyết định số lượng thượng nghị sĩ với điều kiện là sáu bang ban đầu có cùng số lượng thượng nghị sĩ. Ngoài ra, Hiến pháp quy định mỗi bang ban đầu có quyền bầu ra ít nhất sáu thượng nghị sĩ. Hai điều khoản này không được áp dụng đối với bang hoặc lãnh thổ mới. Từ năm 1973, các vùng lãnh thổ được bầu thượng nghị sĩ. Hiện tại, hai thượng nghị sĩ Lãnh thổ Bắc Úc đại diện cho cư dân của Lãnh thổ Bắc Úc, Đảo Giáng Sinh và Quần đảo Cocos (Keeling). Hai thượng nghị sĩ Lãnh thổ Thủ đô Úc đại diện cho Lãnh thổ Thủ đô Úc, Lãnh thổ Vịnh Jervis và Đảo Norfolk (từ ngày 1 tháng 7 năm 2016). Nhiệm kỳ của thượng nghị sĩ bang là sáu năm, cứ ba năm bầu lạimột nửa số thượng nghị sĩ bang (trừ trường hợp giải tán hai viện Quốc hội). Nhiệm kỳ của thượng nghị sĩ lãnh thổ là ba năm, cứ ba năm bầu lại tất cả thượng nghị sĩ lãnh thổ.
Cho đến năm 1949, mỗi bang bầu ra sáu thượng nghị sĩ theo mức tối thiếu hiến pháp. Từ năm 1949, mỗi bang bầu ra 10 thượng nghị sĩ, từ năm 1984 bầu ra 12 thượng nghị sĩ. Hệ thống đầu phiếu Thượng viện thay đổi nhiều lần kể từ khi liên bang hóa Úc. Ban đầu bầu cử Thượng viện được tổ chức theo đầu phiếu đa số tương đối theo khối trên cơ sở từng bang. Năm 1919, hệ thống đầu phiếu ưu tiên theo khối được quy định, có xu hướng tạo ra đa số áp đảo và thậm chí là "xóa sổ" đảng đối lập. Ví dụ: từ năm 1920 đến năm 1923, Đảng Dân tộc Úc trúng cử 35 trong số 36 thượng nghị sĩ, trong khi từ năm 1947 đến năm 1950, Công Đảng Úc trúng cử 33 trong số 36 thượng nghị sĩ.
Năm 1948, bầu cử Thượng viện được tổ chức theo hệ thống diện tỷ lệ một phiếu bầu có thể chuyển nhượng trên cơ sở từng bang. Sự thay đổi này được mô tả là một "cuộc cách mạng thể chế", dẫn đến sự trỗi dậy của một số đảng nhỏ như Đảng Lao động Dân chủ, Đảng Dân chủ Úc và Đảng Xanh Úc. Từ cuộc bầu cử năm 1984, bỏ phiếu theo nhóm được quy định nhằm giảm tỷ lệ bỏ phiếu không chính thức cao nhưng nhưng bị bãi bỏ vào năm 2016 để chấm dứt tình trạng các đảng thỏa thuận với nhau ảnh hưởng đến kết quả bầu cử, thay vào đó là một chế độ bỏ phiếu xếp hạng tùy chọn.
Điều 15 Hiến pháp Úc quy định trong trường hợp khuyết thượng nghị sĩ thì nghị viện bang bầu thượng nghị sĩ mới. Thượng nghị sĩ mới phải cùng một đảng của thượng nghị sĩ cũ. Trong trường hợp nghị viện bang không bầu thượng nghị sĩ mới thì Thượng viện có thể tiếp tục tiến hành công việc. Nếu nghị viện bang đang ngừng họp khi có khuyết thượng nghị sĩ thì thống đốc bang có thể bổ nhiệm thượng nghị sĩ giữ chức vụ tối đa là đến mười bốn ngày sau khi nghị viện bang họp tiếp. Nghị viện bang cũng có thể được triệu tập để phê chuẩn quyết định bổ nhiệm.

### Hạ viện
Hạ viện gồm các hạ nghị sĩ được bầu ra từ các khu vực bầu cử một thành viên với dân số gần bằng nhau. Theo quy ước trong hệ thống Westminster, đảng hoặc liên minh những đảng chiếm đa số trong Hạ viện thành lập chính phủ với người đứng đầu đảng hoặc liên minh trở thành thủ tướng. Nếu chính phủ bị Hạ viện bỏ phiếu bất tín nhiệm thì chính phủ phải từ chức hoặc tổ chức một cuộc bầu cử mới.
Quốc hội quyết định số lượng hạ nghị sĩ nhưng Hiến pháp quy định số lượng hạ nghị sĩ phải "gần như có thể thực hiện được, gấp đôi số lượng thượng nghị sĩ". Hiện tại, Hạ viện gồm 151 hạ nghị sĩ. Mỗi bang được phân bổ số lượng hạ nghị sĩ dựa trên dân số của bang nhưng mỗi bang ban đầu đều được đảm bảo có ít nhất năm hạ nghị sĩ bất kể dân số. Hiến pháp không quy định các vùng lãnh thổ được bầu hạ nghị sĩ. Quốc hội phân bổ một hạ nghị sĩ cho Lãnh thổ Bắc Úc vào năm 1922 và một hạ nghị sĩ cho Lãnh thổ Thủ đô Úc vào năm 1948. Tuy nhiên, những hạ nghị sĩ lãnh thổ bị hạn chế quyền biểu quyết cho đến năm 1968. Các khu vực bầu cử liên bang được chia lại hoặc phân bổ lại trong ba trường hợp: nếu một bang hoặc vùng lãnh thổ được điều chỉnh số lượng hạ nghị sĩ, nếu các khu vực bầu cử không phù hợp với dân số, hoặc nếu bảy năm đã trôi qua kể từ lần phân bổ gần đây nhất.
Từ năm 1901 đến năm 1949, Hạ viện gồm 74 hoặc 75 hạ nghị sĩ (Thượng viện gồm 36 thượng nghị sĩ). Từ năm 1949 đến năm 1984, Hạ viện gồm từ 121 đến 127 hạ nghị sĩ (Thượng viện gồm 60, tăng lên 64 thượng nghị sĩ từ năm 1975). Năm 1977, Tòa án tối cao ra lệnh giảm số lượng hạ nghị sĩ từ 127 xuống 124 cho phù hợp với quy định hiến pháp. Từ năm 1984, Hạ viện gồm từ 148 đến 151 hạ nghị sĩ (Thượng viện gồm 76 thượng nghị sĩ).
Đầu phiếu đa số tương đối là hệ thống đầu phiếu Hạ viện cho đến năm 1918, khi chính phủ Đảng Dân tộc, tiền thân của Đảng Tự do Úc, thay đổi hệ thống đầu phiếu thành bầu cử thay thế sau khi Công Đảng Úc bất ngờ thắng cử trong cuộc bầu cử phụ Swan năm 1918 với số lượng phiếu bầu lớn nhất do sự chia rẽ phiếu bầu giữa các đảng bảo thủ. Bầu cử thay thế được duy trì kể từ đó, tạo điều kiện cho Liên đảng Úc giữ vững số ghế trong Quốc hội. Trong cuộc bầu cử Quốc hội năm 1990, chính phủ Bob Hawke tái cử, lần đầu tiên Công Đảng Úc được lợi thế từ chế độ bầu cử thay thế.

### Lưỡng viện
Không ai được kiêm nhiệm chức vụ thượng nghị sĩ và hạ nghị sĩ.
Chỉ công dân Úc có quyền ứng cử vào Quốc hội. Công dân Úc mà có quốc tịch nước ngoài thì Họ cũng không được ứng cử vào Quốc hội. Khi Hiến pháp Úc được ban hành, người Úc (và những cư dân khác của Đế quốc Anh) đều là thần dân Anh, vì vậy từ "nước ngoài" ban đầu có nghĩa là những nước bên ngoài Đế quốc Anh. Tuy nhiên, Tòa án tối cao Úc vào năm 1999 phán quyết rằng, ít nhất kể từ khi Luật Úc 1986 được thông qua, Anh là một "nước ngoài" nên người có quốc tịch Anh cũng không được ứng cử vào Quốc hội.
Bỏ phiếu là bắt buộc đối với bầu cử Quốc hội từ năm 1924. Lý do là tỷ lệ cử tri đi bỏ phiếu thấp (59,38%) trong cuộc bầu cử Quốc hội năm 1922, giảm từ 71,59% trong cuộc bầu cử Quốc hội năm 1919. Tuy nhiên, bỏ phiếu bắt buộc không phải là kiến nghị của chính phủ liên minh Đảng Dân tộc-Đảng Quốc gia hay Đảng Lao động đối lập mà là sáng kiến của Herbert Payne, một thượng nghị sĩ Đảng Dân tộc bang Tasmania. Dự luật bỏ phiếu bắt buộc được trình trước Thượng viện vào ngày 16 tháng 7 năm 1924 và được cả hai viện thông qua với rất ít tranh luận (Hạ viện thông qua dự luật trong vòng chưa đầy một giờ), không có nghị sĩ nào biểu quyết không tán thành dự luật. Cuộc bầu cử Quốc hội năm 1925 là cuộc bầu cử đầu tiên được tiến hành theo nguyên tắc bỏ phiếu bắt buộc, với tỷ lệ cử tri đi bỏ phiếu tăng lên 91,4%. Tỷ lệ cử tri đi bầu tăng lên khoảng 95% sau một vài cuộc bầu cử và duy trì ở mức đó kể từ đó.
Từ năm 1973, công dân Úc đủ 18 tuổi trở lên có quyền bầu cử, trước đó là đủ 21 tuổi trở lên.
Từ năm 2015, Cảnh sát Liên bang Úc được trang bị súng trường tấn công được bố trí tại Quốc hội, là lần đầu tiên Quốc hội có nhân viên có vũ trang.

## Quy trình, thủ tục
Thượng viện và Hạ viện bầu chủ tịch theo nguyên tắc bỏ phiếu kín. Chủ tịch Thượng viện và chủ tịch Hạ viện thường là thành viên của đảng cầm quyền. Chủ tịch mỗi viện điều hành phiên họp và tổ chức thực hiện nội quy mỗi viện.
Hiến pháp quy định Quốc hội quyết định số nghị tối thiểu để biểu quyết của mỗi viện. Số thượng nghị sĩ tối thiểu là một phần tư tổng số thượng nghị sĩ (mười chín), số hạ nghị sĩ tối thiểu là một phần năm tổng số hạ nghị sĩ (ba mươi mốt). Về pháp lý thì nếu không có đủ số nghị sĩ thì không được tiếp tục họp nhưng trên thực tế các nghị sĩ thường mặc nhiên không thông báo rằng không có đủ nghị sĩ để cho việc tranh luận về các dự luật có thể tiếp tục trong khi những nghị sĩ vắng mặt xử lý công việc khác. Đôi khi phe đối lập sẽ yêu cầu điểm danh nghị sĩ như một chiến thuật nhằm gây khó chịu cho Chính phủ hoặc trì hoãn chương trình nghị sự, nhất là khi phe đối lập cảm thấy bị đối xử bất công. Nghị sĩ phụ trách tổ chức của chính phủ có nhiệm vụ đảm bảo rằng có đủ số nghị sĩ chính phủ có mặt  khi có yêu cầu điểm danh đủ số nghị sĩ.
Có hai hình thức biểu quyết tại Thượng viện và Hạ viện. Khi tiến hành biểu quyết bằng miệng, người chủ trì đưa ra đề nghị và các nghị sĩ nói "tán thành" hoặc "không tán thành". Trong trường hợp có ít nhất hai nghị sĩ yêu cầu biểu quyết điểm danh thì Quốc hội rung chuông triệu tập các nghị sĩ. Những nghị sĩ biểu quyết tán thành sẽ di chuyển sang phía bên phải của ghế chủ tịch, những nghị sĩ biểu quyết không tán thành sẽ di chuyển sang bên trái. Sau đó, những nghị sĩ phụ trách tổ chức của của chính phủ và phe đối lập sẽ đếm số lượng biểu quyết tán thành và không tán thành. Tại Thượng viện, nhằm bảo đảm quyền biểu quyết của một bang, chủ tịch Thượng viện được biểu quyết cùng với những thượng nghị sĩ khác (tuy nhiên, quyền đó hiếm khi được thực hiện) nhưng không được biểu quyết trong trường hợp biểu quyết hòa. Tại Hạ viện, chủ tịch không được biểu quyết trừ phi biểu quyết hòa.
Hầu hết các dự luật đều được trình trước Hạ viện và trải qua ba lần đọc trước khi trở thành luật. Ngôn ngữ làm việc của Quốc hội là tiếng Anh tuy những nghị viện bang cho phép sử dụng ngôn ngữ bản địa với bản dịch tiếng Anh. Các dự luật của chính phủ được Văn phòng Cố vấn pháp luật soạn thảo.
Trong lần đọc đầu tiên, dự luật được trình trước Hạ viện. Trong lần đọc thứ hai, Hạ viện tiến hành biểu quyết về đại cương của dự luật. Hiếm khi một ủy ban của Hạ viện có thể thẩm tra dự luật và báo cáo Hạ viện về bất cứ khuyến nghị nào. Sau đó, Hạ viện tiến hành xem xét, thảo luận từng điều khoản của dự luật và đề xuất sửa đổi. Trong lần đọc thứ ba, dự luật được Hạ viện thông qua hoặc bác bỏ. Nếu được Hạ viện thông qua thì dự luật được gửi đến Thượng viện và trải qua một quy trình thảo luận, biểu quyết tương tự, khác ở chỗ dự luật thông thường được ủy ban của Thượng viện thẩm tra và Thượng viện họp thành ủy ban toàn thể để xem xét từng điều khoản của dự luật. Một khi được cả hai viện thông qua thì dự luật được trình toàn quyền ngự phê.

## Nhiệm vụ và quyền hạn

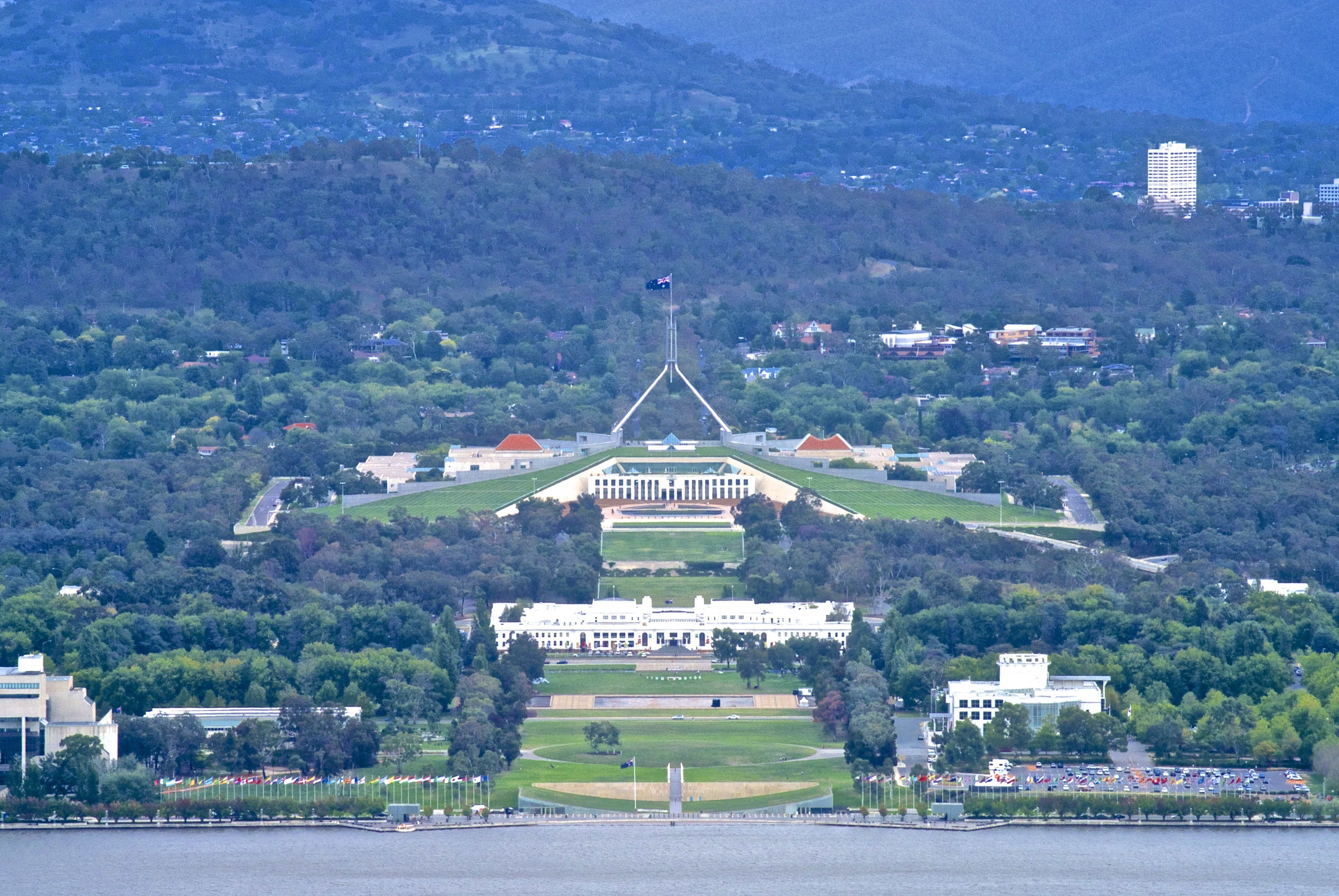
Canberra nhìn từ Núi Ainslie: bên kia hồ là Nhà Quốc hội cũ và phía sau là Nhà Quốc hội mới

Nhiệm vụ chính của Quốc hội là làm luật. Nghị sĩ Quốc hội có quyền trình dự luật trước Quốc hội nhưng dự toán ngân sách nhà nước phải được trình trước Hạ viện. Trên thực tế thì phần lớn các dự luật được trình trước Quốc hội đều bắt nguồn từ chính phủ. Dự luật phải được hai viện thông qua và được toàn quyền ngự phê để trở thành luật. Thượng viện có quyền lập pháp giống như Hạ viện, ngoại trừ việc không được đề xuất hoặc sửa đổi dự án ngân sách nhà nước mà chỉ được thông qua hoặc bác bỏ. Từ năm 1990, luật của Quốc hội bắt đầu đơn giản là "Quốc hội Úc ban hành:".
Quyền lập pháp của Quốc hội bị giới hạn trong phạm vi được Hiến pháp quy định. Những quyền hạn không được Hiến pháp quy định được coi là thuộc thẩm quyền của các bang. Điều 51 Hiến pháp quy định Quốc hội có thẩm quyền trong các lĩnh vực như thuế, đối ngoại, quốc phòng, hôn nhân và cho phép nghị viện các bang trình vấn đề lên Quốc hội thực hiện quyền lập pháp.
Điều 96 Hiến pháp Úc quy định Quốc hội có quyền cấp tiền cho bất cứ bang nào "theo các thể thức điều kiện mà Quốc hội cho là phù hợp". Trên thực tế Quốc hội có thể cấp các khoản tài trợ với điều kiện là các bang thực hiện các chính sách cụ thể trong lĩnh vực thuộc trách nhiệm của họ. Quốc hội sử dụng những khoản trợ cấp như vậy, được gọi là "trợ cấp có điều kiện", để tác động đến chính sách của bang về những vấn đề như bệnh viện công và trường học.
Ngoài nhiệm vụ lập pháp, Quốc hội có thể thảo luận về những vấn đề khẩn cấp hoặc những vấn đề quan trọng công cộng, cung cấp một diễn đàn tranh luận về các vấn đề chính sách công. Nghị sĩ Quốc hội có quyền đưa ra kiến nghị về một loạt vấn đề liên quan đến cử tri của họ và đưa ra kiến nghị phê bình chính phủ hoặc bộ trưởng. Mỗi viện thường xuyên tiến hành phiên chất vấn, cho phép các nghị sĩ đặt câu hỏi với thủ tướng và các bộ trưởng mà không phải thông báo trước. Nghị sĩ Quốc hội cũng có quyền trình bày kiến nghị từ cử tri của họ. Cả hai viện đều thành lập nhiều ủy ban để thảo luận các dự luật, điều tra các vấn đề về chính sách công, thu thập bằng chứng và chất vấn công chức. Ngoài ra còn có các ủy ban liên tịch, bao gồm các thượng nghị sĩ và hạ nghị sĩ.

## Xung đột giữa hai viện

Phiên họp liên tịch Quốc hội Úc vào năm 1974

Điều 57 Hiến pháp Úc quy định trong trường hợp có xung đột giữa Thượng viện và Hạ viện về việc thông qua dự luật thì cả hai viện Quốc hội có thể bị toàn quyền giải tán:
Nếu Hạ viện thông qua một dự luật và Thượng viện không thông qua dự luật hoặc thông qua dự luật với những sửa đổi mà Hạ viện không đồng ý, và nếu sau ba tháng, Hạ viện tại cùng kỳ họp hoặc kỳ họp tiếp theo thông qua dự luật có hoặc không có bất cứ sửa đổi nào đã được Thượng viện đưa ra hoặc đồng ý và Thượng viện không thông qua dự luật hoặc thông qua dự luật với những sửa đổi mà Hạ viện sẽ không đồng ý, Toàn quyền có thể giải tán đồng thời Thượng viện và Hạ viện.

Trong một cuộc bầu cử lưỡng viện Quốc hội, mỗi bang bầu toàn bộ đoàn thượng nghị sĩ, trong khi hai lãnh thổ được bầu thượng nghị sĩ bầu hai thượng nghị sĩ như trong một cuộc bầu cử Thượng viện thường xuyên. Bởi vì bầu lại tất cả các nghị sĩ nên các đảng nhỏ dễ trúng cử nghị sĩ trong hệ thống đầu phiếu một phiếu có thể chuyển nhượng: hạn ngạch bầu cử trong một cuộc bầu cử toàn bộ Thượng viện là 7,69% phiếu bầu, trong khi hạn ngạch bầu cử là 14,28% trong một cuộc bầu cử Thượng viện bình thường.
Nếu vẫn còn xung đột giữa hai viện sau cuộc bầu cử lưỡng viện thì toàn quyền có thể triệu tập một phiên họp liên tịch để xem xét dự luật, bao gồm mọi sửa đổi đã được đề xuất trước đó ở hai viện hoặc bất cứ sửa đổi mới nào. Nếu quá nửa tổng số nghị sĩ tại phiên họp liên tịch biểu quyết tán thành một dự luật thì dự luật được coi như là đã được cả hai viện thông qua và được trình toàn quyền ngự phê. Trong một phiên họp liên tịch, Hạ viện thường sẽ chiến thắng Thượng viện do đại diện tỷ lệ, đa số nhỏ ở Thượng viện so với đa số lớn ở Hạ viện và quy định hiến pháp rằng số lượng hạ nghị sĩ phải gấp đôi số lượng thượng nghị sĩ. Trước nay điều khoản này chỉ được áp dụng một lần sau cuộc bầu cử Quốc hội năm 1974. Tuy nhiên, có những trường hợp khác Thượng viện và Hạ viện họp liên tịch.

## Ủy ban

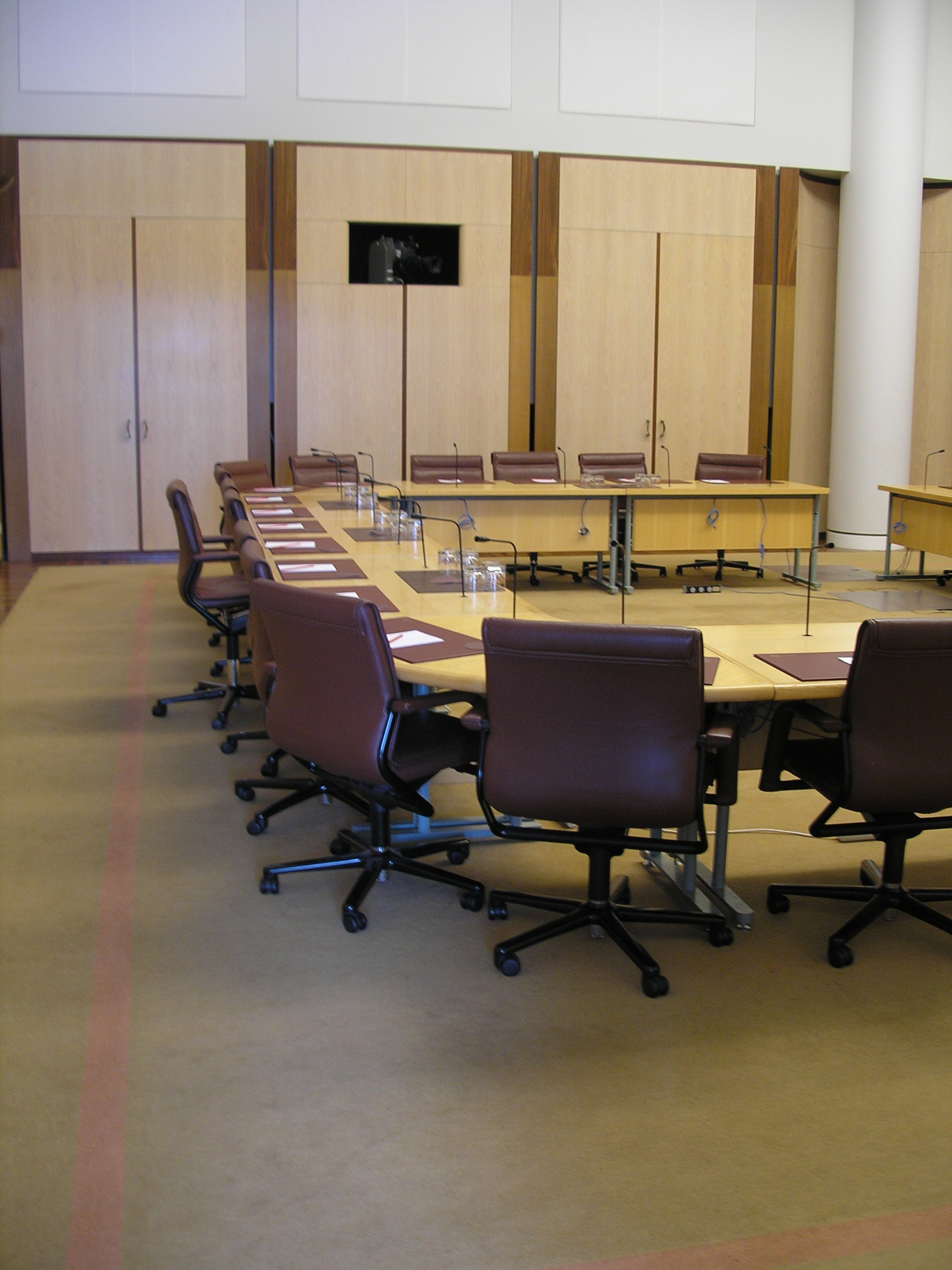
Một phòng họp ủy ban của Thượng viện trong Nhà Quốc hội, Canberra

Thượng viện và Hạ viện thành lập nhiều ủy ban điều tra và ủy ban giám sát nhằm giải quyết các vấn đề được mỗi viện hoặc bộ trưởng chuyển đến. Các hạ nghị sĩ và thượng nghị sĩ có thể đặt câu hỏi với các nhân chứng trước ủy ban, bao gồm các bộ trưởng, quan chức, và tiến hành điều tra, kiểm tra chính sách và pháp luật. Sau khi hoàn thành điều tra, ủy ban có thể trình báo cáo trước Quốc hội, nêu rõ những kết luận và khuyến nghị để chính phủ hoặc mỗi viện xem xét.

Điều 49 Hiến pháp Úc quy định Quốc hội quy định về ủy ban của Quốc hội:
Quyền hạn, đặc quyền và quyền miễn trừ của Thượng viện, Hạ viện và các thành viên, ủy ban của mỗi Viện sẽ được Quốc hội quy định và cho đến khi được quy định sẽ là quyền hạn, đặc quyền và quyền miễn trừ của Hạ viện Quốc hội Vương quốc Anh và các thành viên, ủy ban của Hạ viện khi Thịnh vượng chung Úc được thành lập.

Ủy ban của Quốc hội gồm:
- Ủy ban thường trực, có nhiệm vụ thẩm tra dự luật và chủ đề được viện hoặc bộ trưởng trình trước ủy ban; kiểm tra dự toán ngân sách nhà nước và hoạt động của chính phủ; và kiểm tra các báo cáo và hoạt động hàng năm của các bộ.
- Ủy ban đặc biệt, được thành lập để xem xét một vấn đề cụ thể. Một ủy ban đặc biệt hết nhiệm kỳ sau khi công bố báo cáo về một cuộc điều tra.
- Ủy ban nội chính, có nhiệm vụ quản lý công việc nội bộ của Quốc hội, bao gồm Ủy ban tuyển chọn tham mưu cho Quốc hội xử lý các dự luật cụ thể và hoạt động của các nghị sĩ, và Ủy ban đặc quyền phụ trách các vấn đề về đặc quyền của nghị sĩ.
- Ủy ban giám sát lập pháp, có nhiệm vụ thẩm tra tác động của luật và các quy định đối với quyền cá nhân và trách nhiệm giải trình.
- Ủy ban liên tịch, bao gồm cả hạ nghị sĩ và thượng nghị sĩ, hoặc thường trực hoặc tạm thời.

## Quan hệ với Chính phủ

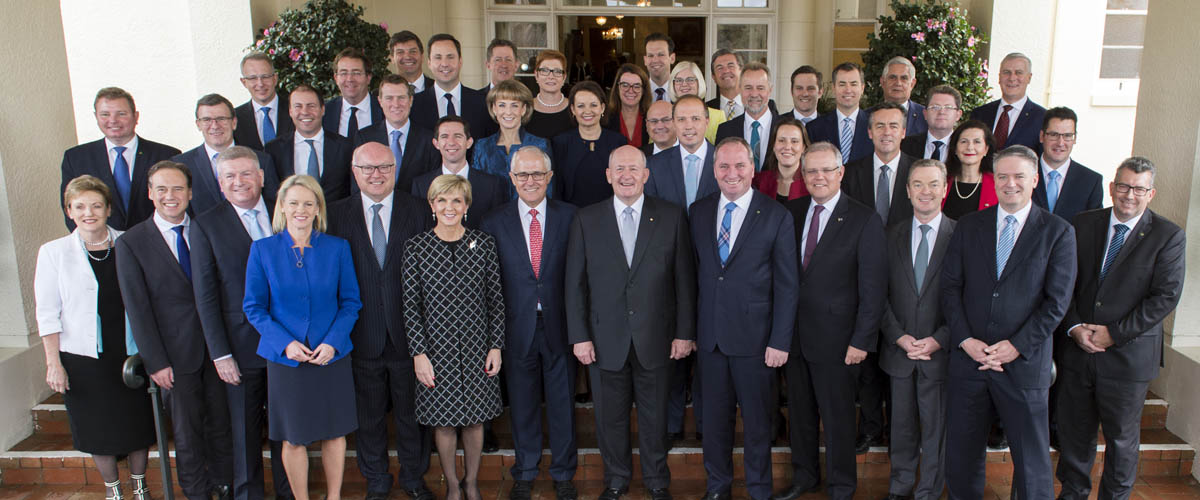
Toàn quyền Peter Cosgrove với những thành viên Chính phủ Turnbull thứ hai

Hiến pháp quy định toàn quyền có quyền bổ nhiệm và miễn nhiệm bộ trưởng. Trên thực tế, toàn quyền bổ nhiệm bộ trưởng theo truyền thống của hệ thống Westminster: toàn quyền bổ nhiệm lãnh đạo của đảng chiếm đa số trong Hạ viện làm thủ tướng, bổ nhiệm bộ trưởng trong số nghị sĩ từ đảng đa số hoặc liên minh những đảng theo đề nghị của thủ tướng.
Các bộ trưởng họp thành Nội các. Nội các họp kín mỗi tuần một lần để thảo luận những vấn đề quan trọng và xây dựng chính sách. Nội các không được Hiến pháp Úc quy định mà chỉ tồn tại theo quy ước, bản thân quyết định của Nội các không có hiệu lực pháp lý. Hội đồng Hành chính Liên bang là cơ quan chính phủ chính thức cao nhất của Úc nhưng trên thực tế Hội đồng Hành chính Liên bang chỉ họp để phê chuẩn các quyết định của Nội các. Tất cả các thành viên Nội các đều là thành viên Hội đồng Hành chính Liên bang. Toàn quyền theo quy ước phải chấp hành đề nghị của Hội đồng Hành chính Liên bang trong hầu hết các trường hợp. Một thành viên cấp cao của Nội các giữ chức vụ phó chủ tịch Hội đồng Hành chính Liên bang và chủ trì Hội đồng Hành chính Liên bang khi vắng mặt toàn quyền. Hội đồng Hành chính Liên bang là cơ quan tương đương của Úc với các hội đồng hành chính và viện cơ mật ở các vương quốc Thịnh vượng chung khác như Cơ mật viện Canada của Quốc vương và Cơ mật viện Vương quốc Anh.
Một bộ trưởng không bắt buộc phải là nghị sĩ Quốc hội khi được bổ nhiệm nhưng phải từ chức nếu không trở thành nghị sĩ chậm nhất là ba tháng sau khi được bổ nhiệm. Điều khoản này  được bổ sung vào Hiến pháp để cho Edmund Barton được bổ nhiệm làm thủ tướng đầu tiên vào ngày 1 tháng 1 năm 1901, mặc dù cuộc bầu cử Quốc hội đầu tiên đến ngày 29-30 tháng 3 mới được tổ chức.
Sau cuộc bầu cử Quốc hội năm 1949, John Spicer và Bill Spooner được bổ nhiệm làm bộ trưởng trong chính phủ Menzies vào ngày 19 tháng 12, mặc dù đến ngày 22 tháng 2 năm 1950 mới bắt đầu nhiệm kỳ thượng nghị sĩ.

## Vai trò của Thượng viện

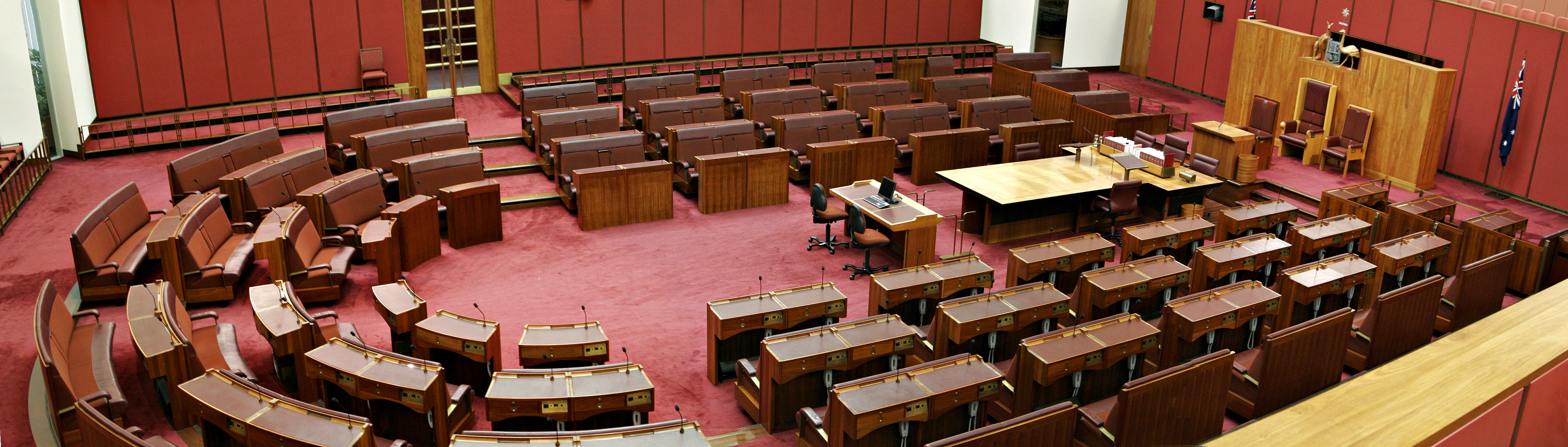
Thượng viện Úc

Khác với thượng viện trong những nhà nước khác thuộc hệ thống Westminster, Thượng viện Úc không phải là một cơ quan tàn tích với quyền lập pháp hạn chế mà được dự định đóng – và đang đóng – một vai trò tích cực trong việc lập pháp. Thượng viện không được tổ chức chỉ theo mô hình Thượng nghị viện Anh như Thượng viện Canada mà một phần được tổ chức theo mô hình Thượng viện Hoa Kỳ. Thượng viện vừa bảo đảm quyền đại diện bình đẳng của mỗi bang trong Quốc hội, vừa đóng vai trò viện sửa đổi trong hệ thống Westminster.
Một trong những nhiệm vụ của Thượng viện và các ủy ban của Thượng viện là giám sát hoạt động của chính phủ. Thượng viện tích cực thực hiện quyền giám sát trong nhiều năm do đảng cầm quyền hiếm khi chiếm đa số tại Thượng viện nên phe đối lập và các đảng nhỏ có thể tiến hành điều tra các hoạt động của chính phủ, trong khi tại Hạ viện đa số của chính phủ hạn chế việc Hạ viện thực hiện quyền giám sát.
Hiến pháp Úc quy định Thượng viện không được đề xuất hoặc sửa đổi dự toán ngân sách nhà nước hàng năm mà chỉ được trì hoãn hoặc bác bỏ. Kết quả là trong khi các nhà soạn thảo Hiến pháp dự định rằng chính phủ chỉ cần có sự tín nhiệm của Hạ viện, Hiến pháp cũng cho phép Thượng viện lật đổ chính phủ mỗi năm một lần bằng cách bác bỏ dự án ngân sách nhà nước hàng năm.
Khả năng chặn ngân sách là nguồn gốc của cuộc khủng hoảng hiến pháp Úc năm 1975. Phe đối lập tại Thượng viện trì hoãn thông qua dự toán ngân sách nhà nước cho đến khi một cuộc bầu cử lưỡng viện Quốc hội được tổ chức. Thủ tướng Gough Whitlam phản đối tính hợp pháp của việc chặn ngân sách và không chịu từ chức, lập luận rằng chính phủ có thể tiếp tục nắm quyền miễn là có sự tín nhiệm của Hạ viện. Phe đối lập phản bác rằng bất cứ chính phủ nào bị chặn ngân sách đều phải tổ chức bầu cử hoặc từ chức. Để đối phó với sự bế tắc, Toàn quyền John Kerr miễn nhiệm Whitlam và bổ nhiệm Malcolm Fraser làm thủ tướng tạm quyền với điều kiện là ông thông qua dự toán ngân sách nhà nước và ngay lập tức tổ chức bầu cử. Quyết định của Kerr gây tranh cãi và vẫn còn tranh luận về khi nào Thượng viện được sử dụng quyền chặn ngân sách và liệu Thượng viện có nên sở hữu quyền lực như vậy hay không.
Chỉ bị chặn ngân sách thì chính phủ chưa đủ điều kiện giải tán lưỡng viện. Một đạo luật phải bị Thượng viện bác bỏ nhiều lần thì chính phủ mới có thể lấy làm lý do giải tán lưỡng viện.

## Cơ quan trực thuộc Quốc hội
Quốc hội Úc có bốn cơ quan trực thuộc:
- Vụ Thượng viện, gồm bảy văn phòng do Thượng viện, các ủy ban của Thượng viện quyết định nhiệm vụ và quyền hạn.[68]
- Vụ Hạ viện, có nhiệm vụ hỗ trợ hoạt động của Hạ viện, các ủy ban của Hạ viện và một số ủy ban liên tịch.
- Cơ quan Dịch vụ Quốc hội, có nhiệm vụ hỗ trợ Quốc hội như nghiên cứu; Thư viện Quốc hội Úc; phát thanh, truyền hình; biên bản; dịch vụ điện toán; và bảo trì, an ninh.
- Văn phòng Ngân sách Quốc hội, có nhiệm vụ "cải thiện tính minh bạch về các vấn đề chính sách tài chính, ngân sách" và cung cấp dịch vụ tính toán chi phí cho các nghị sĩ.

## Đặc quyền
Nghị sĩ Quốc hội Úc có thể bị bắt và truy tố vì hành vi phạm tội. Tuy nhiên, không được kiện nghị sĩ Quốc hội vì phát ngôn trong Quốc hội về nghị sĩ khác hoặc những người bên ngoài Quốc hội. Các phương tiện truyền thông đưa tin về phát ngôn của nghị sĩ trong Quốc hội được hưởng đặc quyền này. Ủy ban của Quốc hội và các nhân chứng trước ủy ban bất kể nơi họp cũng được hưởng đặc quyền này.
Từ khi liên bang hóa Úc cho đến năm 1987, đặc quyền của nghị sĩ Quốc hội được quy định tại Điều 49 Hiến pháp Úc, quy định rằng các đặc quyền của cả hai viện và các thượng nghị sĩ, hạ nghị sĩ giống như đặc quyền tại Hạ nghị viện Vương quốc Anh khi Hiến pháp Úc được ban hành. Quốc hội được trao quyền sửa đổi các đặc quyền. Năm 1987, Quốc hội thông qua Luật Đặc quyền của nghị sĩ, xác định ý nghĩa, phạm vi của đặc quyền và quy trình xử lý vi phạm đặc quyền.